# Boeing XPB
El Boeing XPB (Model 50 de la compañía) fue un hidrocanoa estadounidense de patrulla de largo alcance, biplano y bimotor de los años 20 del siglo XX. Un único ejemplar fue construido para la Armada de los Estados Unidos.

## Desarrollo y diseño
En septiembre de 1924, la Naval Aircraft Factory fue encargada de diseñar un hidrocanoa bimotor de largo alcance, capaz de volar 3.860 km entre San Francisco y Hawái. El diseño inicial fue realizado por el ingeniero aeronáutico Isaac M. Laddon, empleado en la firma Consolidated Aircraft, y luego pasó a Boeing para el diseño en detalle y construcción. El nuevo hidrocanoa Boeing Model 50, era un biplano de dos vanos de diseño muy aerodinámico para los hidrocanoas de la época. Las alas eran de construcción metálica, con puntas alares y bordes de ataque de madera. El fuselaje tenía una parte inferior metálica, con la mitad superior hecha de estructuras de madera laminada con recubrimiento de chapa de madera. Dos motores V12 Packard 2A-2500 de 800 hp (600 kW), que impulsaban hélices de cuatro palas, estaban montados en tándem entre las alas y el fuselaje.

## Variantes
XPB-1
Prototipo con motores Packard 2A-2500, uno construido (matrícula A6881).
XPB-2
XPB-1 con motores Pratt & Whitney R-1690 Hornet, uno convertido.

## Operadores
Estados Unidos
- Armada de los Estados Unidos

## Historia operacional

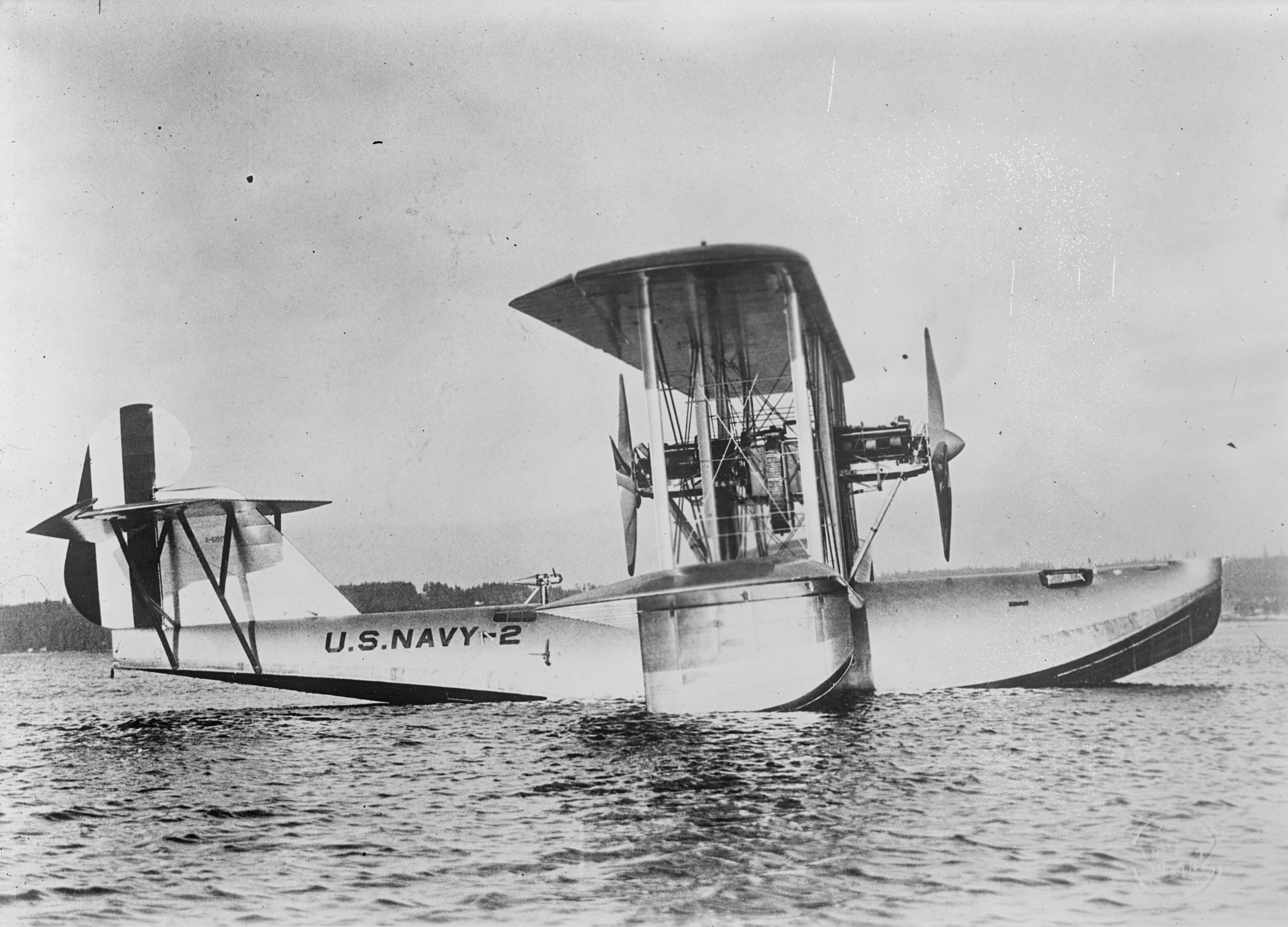
Boeing XPB-1.

El Boeing Model 50, designado XPB-1 por la Armada estadounidense, realizó su primer vuelo en agosto de 1925. Tenía la intención de ser usado para liderar a una pareja de Naval Aircraft Factory PN-9 en un intento de volar hasta Hawái el 31 de agosto de 1925, pero un problema de motor provocó que fuera cancelada su participación en el vuelo. En 1928, el avión fue modificado por la Naval Aircraft Factory, sus motores Packard fueron reemplazados por dos motores radiales con caja reductora Pratt & Whitney R-1690 Hornet de 500 hp (370 kW), llevando a la nueva designación XPB-2.

## Especificaciones (XPB-1)
Referencia datos: Boeing Aircraft since 1916

### Características generales
- Tripulación: Cinco.
- Longitud: 18,1 m
- Envergadura: 26,7 m
- Altura: 6,4 m
- Superficie alar: 167,3 m²
- Perfil alar: Clark Y[1]
- Peso vacío: 5239,4 kg
- Peso cargado: 12193,5 kg
- Planta motriz: 2× motor lineal de doce cilindros en V refrigerado por líquido Packard 2A-2500.
  - Potencia: 596,6 kW (800 hp) cada uno.

### Rendimiento
- Velocidad nunca excedida (Vne): 180,2 km/h
- Velocidad crucero (Vc): 151,3 km/h
- Alcance: 4023,4 km
- Techo de vuelo: 2743,2 m (9000 pies)
- Régimen de ascenso: 20,32 m/s (4000 pies/min)

### Armamento
- Ametralladoras: 

  - 3 de 7,62 mm
- Bombas: 

  - 1800 kg

### Secuencias de designación
- Secuencia Numérica (interna de Boeing): ← 21 - 40 - 42 - 50 - 53 - 54 - 55 →
- Secuencia P_B (Aviones de Patrulla de la Armada estadounidense, 1922-1962 (Boeing, 1923-1962)): XPB - PB - P2B - P3B

### Listas relacionadas
- Anexo:Aeronaves militares de los Estados Unidos (navales)